# カール・マルテル
カール・マルテル（ドイツ語: Karl Martell, フランス語: Charles Martel シャルル・マルテル, 688年頃 – 741年10月22日）は、メロヴィング朝フランク王国の宮宰。カロリング家出身で、トゥール・ポワティエ間の戦いでウマイヤ朝の進撃を食い止め、西ヨーロッパへのイスラム教徒の侵入をイベリア半島でとどめたことで名高い。

## 生涯
マルテル (Martell) は直訳すると“鉄鎚”となるが、最近の通説では名の由来を単なる固有名詞と考えている。

### 権力掌握まで
フランク王国の東北部にあたるアウストラシア（現在のドイツ南西部、フランス北東部、ベルギー、オランダ）の宮宰ピピン2世の庶子として生まれた。母はピピン2世の側室で、マーストリヒトの豪族の娘アルパイダ。カロリング家は宮宰として代々メロヴィング朝宮廷の実権を握っていた。
714年に父のピピン2世が死ぬと、その正妻であるプレクトルードにより幽閉されたが、716年に脱出した。その後、ネウストリア（現在フランスの大半）宮宰就任を宣言したラガンフリド（? - 731年）を破り、それにもとづいてプレクトルードから支配権を奪い、718年にフランク王国全体の宮宰となった。

### トゥール・ポワティエ戦前
その後は外征を開始し、王国北辺のフリースラント（フリジア）やウェストファリアのサクソン人への遠征を行い、ラガンフリド指揮によるネウストリアの反乱も抑えた。その間、721年には国王キルペリク2世が亡くなり、テウデリク4世が継いだが、マルテルの権力基盤は強化されていった。
しかし、国内の混乱に乗じて、南からウマイヤ朝の侵攻が相次いでいた。フランク軍は721年にはネウストリア西南部のトゥールーズでウマイヤ軍を破っていたが、現在のフランス南部はウマイヤ朝の支配下にあった。
732年にウマイヤ朝が再び侵攻し、イベリア知事のアブドゥル・ラフマーン・アル・ガーフィキーの軍勢がボルドーを略奪してロワール川流域の重要都市トゥールに迫ると、マルテルはこれを迎撃した。両軍はポワティエ（現在のフランス中西部、ヴィエンヌ県の県都）の近郊で激突し、アル・ガーフィキーが戦死したウマイヤ軍は退却した（トゥール・ポワティエ間の戦い） 。この結果、イスラム勢力による西ヨーロッパへの侵攻は食い止められ、後のレコンキスタへの基盤が作られた。歴史家のエドワード・ギボンは著書『ローマ帝国衰亡史』の中でマルテルを中世最高のプリンスと称えた。

### トゥール・ポワティエ戦後

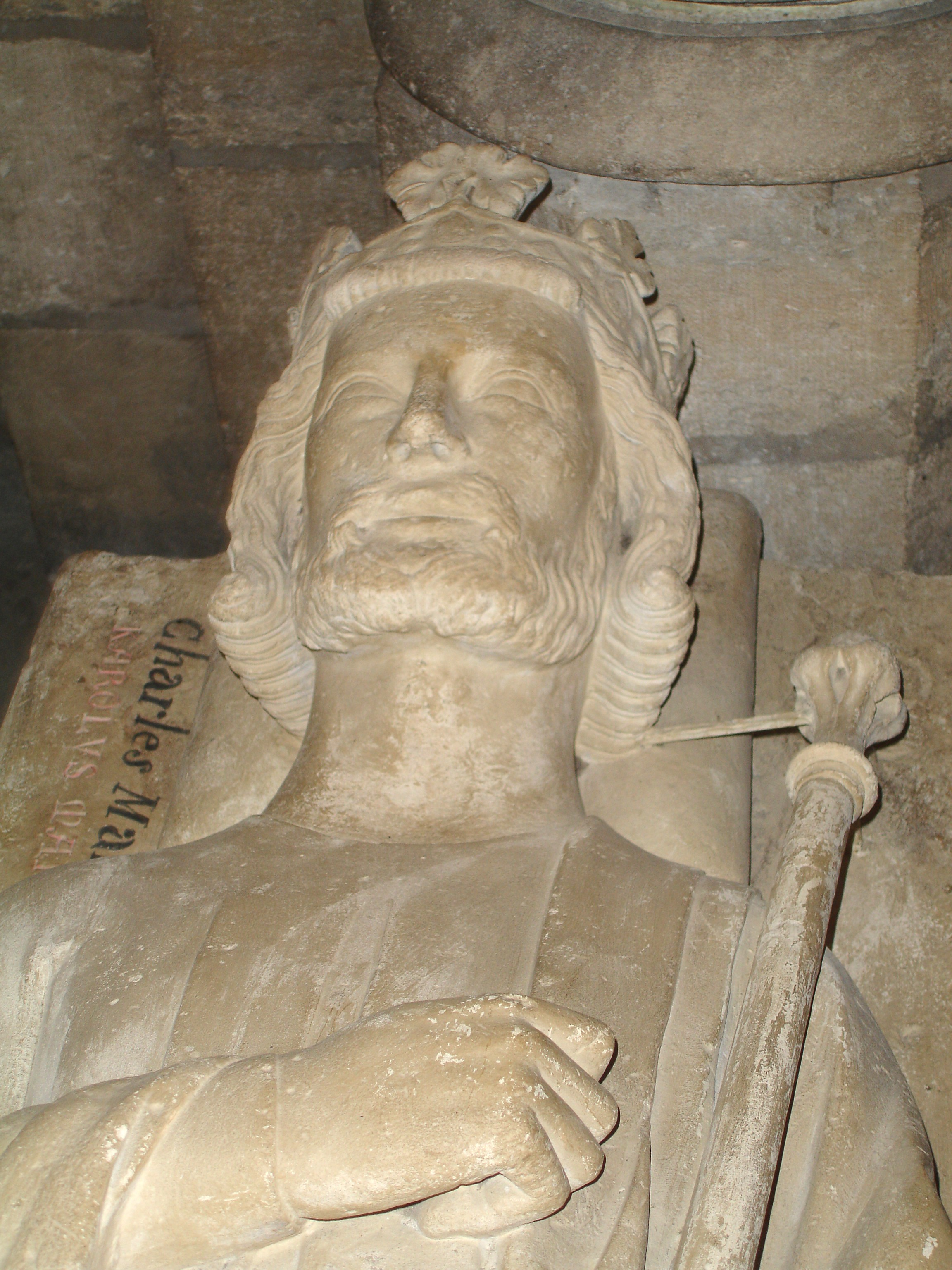
サン＝ドニ大聖堂にあるカール・マルテルの墓石

トゥール・ポワティエ間の戦いでの勝利後もマルテルは積極的な外征を行った。ブルゴーニュにはブルグント王国を復活させ、ウマイヤ領の地中海沿岸のプロヴァンスやセプティマニア（現在のラングドック＝ルシヨン地域圏）へ侵攻したが、イスラム勢力の抵抗も根強く、両者の攻防は一進一退であった。
737年に国王テウデリク4世が後継者指名をしないまま亡くなると、王位の空白期になった。既に王国の実権は完全にマルテルの手中にあった。聖ウィリブロルドのエヒタナハ修道院は、マルテルが諸侯を抑えるための権威を与えた。
738年にはボニファティウスをライン川東岸でのカトリック信仰を統括するマインツ大司教に任命した。739年にはローマ教皇グレゴリウス3世から、ローマを脅かす北イタリアのランゴバルド王国討伐を依頼されたが、マルテルはこれを断り、ランゴバルドとの同盟を維持した。ただし、フランク王国に対する教皇からの依頼は、マルテルの死後に果たされた。
741年、現在のフランス北東部、クワルジー・スー・ロワーズ（エーヌ県）で死去した。遺体はパリ近郊のサン＝ドニ修道院（現在のサン＝ドニ大聖堂）へ葬られた。

### 死後
マルテルの役職は当時のフランクの習慣に従って息子達へ分割相続されたが、その中から小ピピンが兄のカールマンや異母弟のグリフォを抑えてフランク王国全体を統率し、751年には王位に就いてカロリング朝を開く事となった。
エヒタナハ修道院は王家直属となった。

## 子女
カール・マルテルは3人の女性から6人の息子をもうけたという。
妻クロドトルードとの間に以下の子女がいる。
- カールマン（706/13年 - 754年） - 宮宰（741年 - 747年）
- ピピン3世（714年 - 768年） - 宮宰（741年 - 751年）、フランク王（751年 - 768年）
- ヒルトルード - バイエルン大公オディロ（アギロルフィング家）と結婚
- アルダ - トゥールーズ伯ティエリー1世（ギレム家）と結婚、トゥールーズ伯ギヨーム・ド・ジェローヌ母。

725年のバイエルン侵攻時に連れ去ったバイエルン大公グリモアルドの姪スワナヒルドと再婚し、1子をもうけた。
- グリフォ（? - 753年） - バイエルンへ行き、743年および748年に反乱を起こすも失敗。753年にガスコーニュに逃亡、陰謀を企み殺害された[16]。

ロタイドとの間に以下の庶子がいる。
- ベルンハルト（? - 787年） - アダルハルト（コルビー修道院長（在職：780年 - 826年）、826年没）およびヴァラ（コルビー修道院長（在職：826年 - 830年）、836年没）の2人の息子がいる。